# Kamptoptera
Kamptoptera é um gênero de mariposa pertencente à família Crambidae.